# Bembidion badipenne
Bembidion badipenne är en skalbaggsart som beskrevs av Thomas Casey. Bembidion badipenne ingår i släktet Bembidion och familjen jordlöpare. Inga underarter finns listade i Catalogue of Life.